# جانر إركين
جانر إركين (بالتركية: Caner Erkin)‏ وهو لاعب كُرَة قَدَم تُركي في مَركَز الظهير الأيسر ولد في يوم 4 أكتوبر 1988 في مدينة بالِق أسير في تركيا وهو يلعب حالياً مع نادي انترميلانو حيث ذهب للنادي الإيطالي بشكل مجاني بعد انتهاء عقده مع فناربخشه وسبق له اللعب مع نادي فنربخشة وسبق له اللعب مع نادي غلطة سراي وسسكا موسكو ومانيساسبور ولعب أيضاً مع منتخب تركيا لكرة القدم.

## روابط خارجية
- جانر إركين على موقع الاتحاد الدولي (مؤرشف)  (الإنجليزية)
- جانر إركين على موقع الاتحاد الأوربي (الإنجليزية)
- جانر إركين على موقع اتحاد تركيا (لاعب) (الإنجليزية)
- جانر إركين على موقع قاعدة بيانات كرة القدم.إي يو (الإنجليزية)
- جانر إركين على موقع ناشيونال فوتبول تيمز (الإنجليزية)
- جانر إركين على موقع Soccerway.com (الإنجليزية)
- جانر إركين على موقع عالم كرة القدم.نت (الإنجليزية)
- جانر إركين على موقع AS.com (الإسبانية)